# نیهون شوکی

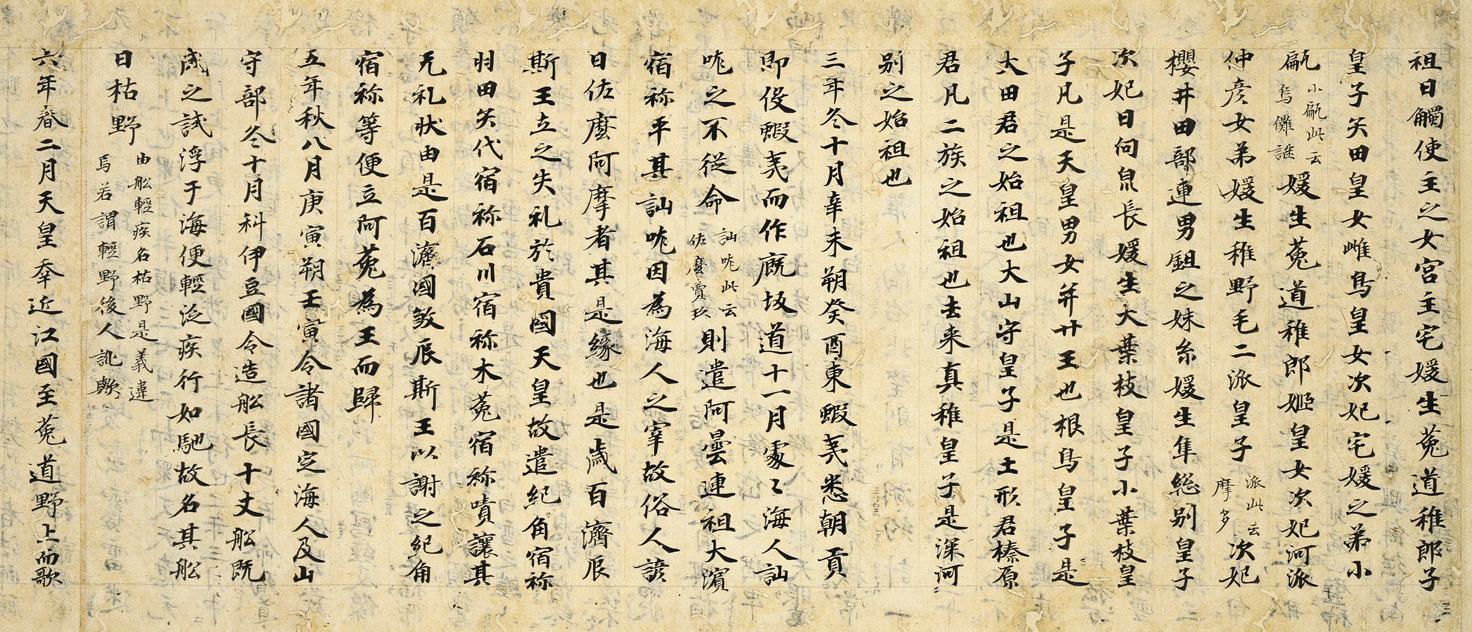
برگی از یکی از نسخه‌های نیهون شوکی، اوایل دوره هی‌آن

نیهون شوکی (به ژاپنی: 日本書紀) که گاه با نام نیهون گی یا وقایع ایام ژاپن از آن یاد می‌شود. پس از کتاب کوجیکی، قدیمی‌ترین کتاب ژاپن و البته قدیمی‌ترین کتاب تاریخ این امپراتوری است. نیهون شوکی برخلاف دیگر نمونه‌های آسیای شرقی به تاریخ کلاسیک ژاپن از زمان خلقت جهان تا دوران نویسنده می‌پردازد و نه آنکه از تأسیس امپراتوری شروع کند. نگارش کتاب نیهون شوکی در سال ۷۲۰ میلادی توسط یاسومارُ نُ اُ و تحت سرپرستی پرنس تونری به کمک صدها محقق تاریخ، جغرافیا، آیین و ادبیات پس از ۶ سال به پایان رسید. این کتاب شامل ۳۰ طومار یا فصل است که دو طومار نخست آن به خلقت و ظهور حکومت بهشت بر عالم پرداخته و موضوع طومار سوم تأسیس امپراتوری یاماتُ یا همان ژاپن است. موضوعیت اصلی این اثر سرگذشت ایالات امپراتوری از دید دربار سلطنتی و فرزندان بهشت (همان امپراتور) است که طی این مسیر اِلِمان‌های فرهنگی، آیینی و اساطیری بسیاری را بیان می‌کند الگو:یاسومارو. ۱۳۹۸ که باعث شده اثر مذکور منبع اصلی باستان شناسان، آیین شناسان و بسیاری محققان دیگر در رابطه با ژاپن باشد. به دلیل آنکه نیهون شوکی به خط کانجی کهن که بسیار با خط چینی کهن همخوانی دارد نوشته شده خواندن متن اصلی برای غیر متخصصین غیر ممکن می‌باشد کما اینکه مطالب نیاز به تفسیر ادبی و مفهومی بسیار سنگینی دارند. در عصر اِدو (۱۶۰۰ تا ۱۸۶۸) که عصر رشد فرهنگ عمومی در ژاپن است کتاب برای عوام ساده شده و همچنین تفسیر شد، از جمله مفسرین کسی نیست جز موتوری نوریناگا (Motoori Norinaga) که بزرگ‌ترین اندیشمند ژاپن طی ۶۰۰ سال اخیر بوده‌است. نیهون شوکی برای نخستین بار در ۱۸۹۹ به انگلیسی ترجمه و در سال ۲۰۱۹ به فارسی ترجمه شد.